# Gustaf Eliasson (riksdagsman)
Gustaf Albert Eliasson i riksdagen kallad Eliasson i Osby, född 15 maj 1867 i Höreda, död 9 maj 1940 i Stockholm, var en svensk grosshandlare och politiker (liberal). Bror till riksdagsmannen Reinhold Eliasson.
Gustaf Eliasson, som kom från en bondefamilj, var spannmåls- och trävaruhandlare i Osby, där han också var ordförande i kommunalfullmäktige i Osby landskommun. Han var riksdagsledamot i första kammaren 1912–1919 för Kristianstads läns valkrets. Som kandidat för Frisinnade landsföreningen tillhörde han dess riksdagsparti Liberala samlingspartiet. Han var bland annat suppleant i lagutskottet 1913–1917.